# 2092
2092 (ММXCII) e високосна година, започваща във вторник според Григорианския календар. Тя е 2092-рата година от новата ера, деветдесет и втората от третото хилядолетие и третата от 2090-те.